# بانداوه
بانداوه (به لاتین: Bandawe) یک منطقهٔ مسکونی در مالاوی است که در منطقه مرکزی مالاوی واقع شده‌است.